# Kummerow
Kummerow là một đô thị thuộc huyện Demmin, bang Mecklenburg-Vorpommern, Đức. Đô thị Kummerow có diện tích 55,14 km², dân số thời điểm ngày 31 tháng 12 năm 2006 là 688 người.